# Veronika Kiefhaber
Veronika Kiefhaber (* 23. Juni 1976 in Karlsruhe als Veronika Werner) ist eine deutsche Schachspielerin.

## Schach
Veronika erlernte Schach von ihrem Vater Clemens Werner mit fünf Jahren und wurde sogleich Mitglied bei den Karlsruher Schachfreunden 1853. Da es bei badischen Jugendmannschaftskämpfen ein obligatorisches Mädchenbrett gab, spielte sie als einziges in Frage kommendes Mädchen mit sechs Jahren ihre erste Turnierpartie. Sie verbesserte ihre Spielstärke schnell und konnte bei badischen Jugendmeisterschaften mehrmals den Titel vor der männlichen Konkurrenz erzielen.
1990 wurde sie von der deutschen Schachjugend zum ersten Mal für die Jugendweltmeisterschaften nominiert. Sie belegte in der Altersklasse U14 weiblich in Fond du Lac den fünften Platz. In den Folgejahren nahm sie ständig an Jugendweltmeisterschaften teil und erzielte gute Platzierungen. Ab 1994 wurde auch ihre zwei Jahre jüngere Schwester Isabel nominiert und erzielte Erfolge.
2001 errang Veronika Kiefhaber den Titel Internationaler Meister der Frauen (WIM).
Sie spielt seit 1994 in der Frauenmannschaft der Karlsruher Schachfreunde, die von 1996 bis 2013 ohne Unterbrechung in der ersten Bundesliga der Frauen auftrat. Nach zweijähriger Abwesenheit gelang den KSF 1853 im Jahr 2015 der Wiederaufstieg in die höchste deutsche Spielklasse. Veronika verpasste in den knapp zwanzig Jahren fast keinen Wettkampf.

## Beruf und Familie
Nach dem Abitur studierte sie ab 1996 Alte Geschichte, Religionswissenschaft und Altgriechisch in Würzburg. 2001 schloss sie das Studium erfolgreich ab.
2002 heiratete sie den Diplomphysiker und Vereinskollegen Holger Kiefhaber, der den Titel eines FIDE-Meisters trägt; mit ihm hat sie schon ab den 1980er Jahren bei etlichen deutschen Jugendmannschaftsmeisterschaften in der gleichen Mannschaft der KSF gespielt. Die vier gemeinsamen Kinder sind alle Mitglieder der Karlsruher Schachfreunde 1853.
Ihr Vater Clemens Werner ist FIDE-Meister im Nahschach und Internationaler Meister im Fernschach, ihre jüngere Schwester Isabel Delemarre ist ebenfalls Internationale Meisterin der Frauen.